# De heerelycke ende vrolycke daeden van Keyser Carel den V

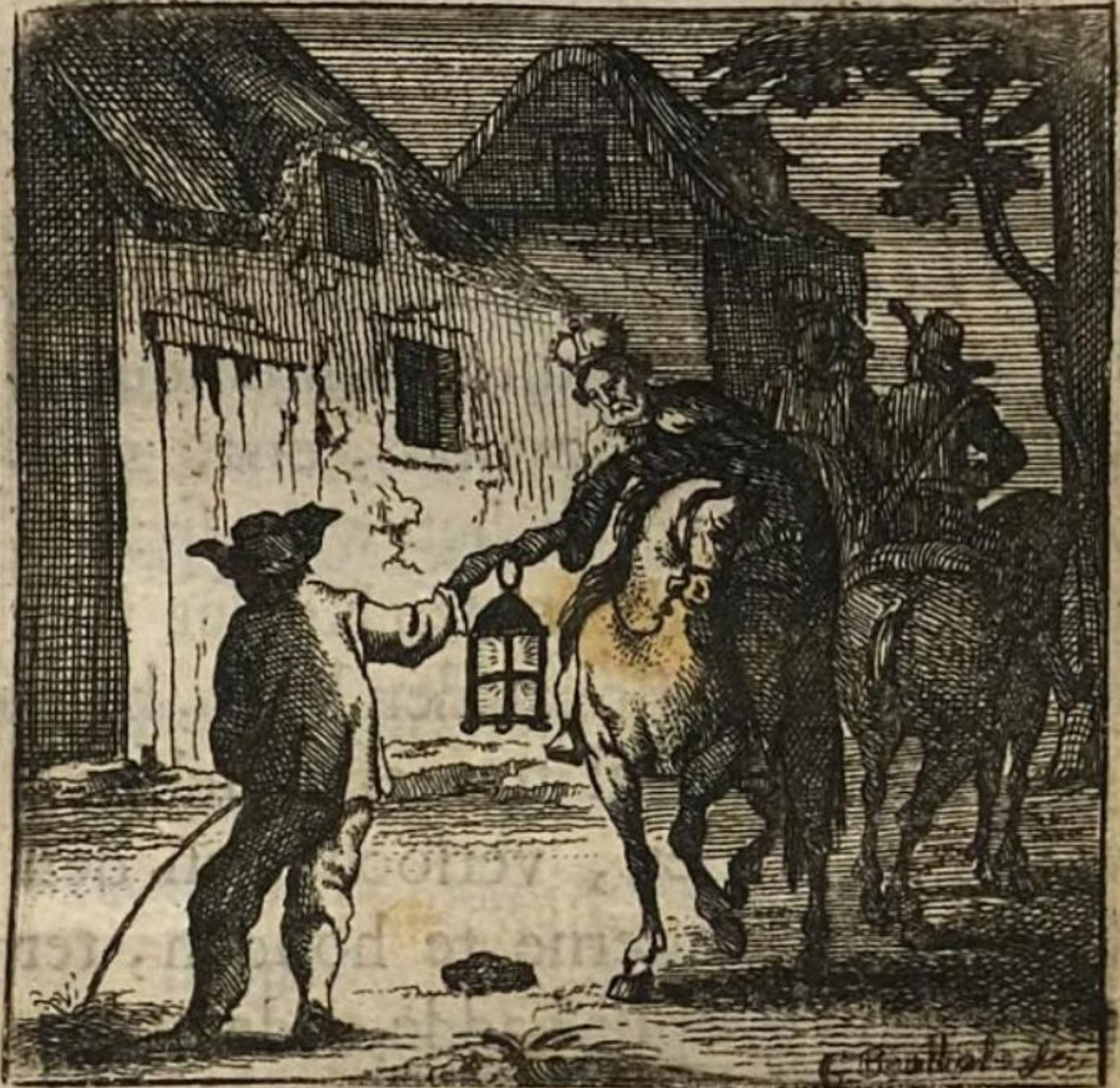
Prent van Gaspar Bouttats (1675) over de anekdote van boer Rommel: d'Onnoosele stautigheydt; ofte Carel houdt de Lanterne ick moet pissen.

De heerelycke ende vrolycke daeden van keyser Carel den V is een anekdotenbiografie van keizer Karel V uit 1674. Het boek, een bonte mengeling van moraliserende en komische verhalen, is waarschijnlijk geschreven door de Brusselse drukker Joan de Grieck, of anders door zijn broer Josse. Het is opgedragen aan hun oudste broer Claudius de Grieck. De verhalenbundel had een groot aandeel in de mythe van de olijke keizer in de daaropvolgende eeuwen.

## Analyse
Meer dan een eeuw na de dood van Karel V hechtte de kerkelijke boekencensor van Brussel op 9 april 1674 zijn goedkeuring aan een biografisch boek over diens heerlijke en vrolijke daden. Het drukkersprivilegie voor negen jaar volgde op 12 april. Nog hetzelfde jaar legde Aegidius Stryckwant het werk op de persen. 
Het boek telt 172 verhalen. Een groep vertelt over historische gebeurtenissen uit het leven van de keizer: zijn geboorte, zijn kroning, de oorlogen, vredesverdragen, enz. Een tweede categorie verzamelt uitspraken, bon mots en adviezen van de keizer, alsook zijn grafschrift en zijn wapenspreuk. Een derde groep van een twintigtal verhalen gaat over komische ontmoetingen met volkse figuren. Vooral uit deze laatste categorie komen de verhalen die tot de populaire vertelcultuur zijn gaan behoren, zoals De gekroonde laars of Het Negenmanneke.
Als bronnen heeft De Grieck de Apophthegmata, der Teutschen scharpfsinnige kluge Sprüch van Julius Wilhelm Zincgref en Johann Leonhard Weidner kunnen gebruiken, in de verkorte Nederlandse vertaling die Johann van Ravesteyn in 1668 publiceerde. Ook kon hij kennis nemen van Karel-anekdotiek bij de jezuïeten Antoine de Balinghem en Adriaan Poirters, en bij de vele kroniekschrijvers. 
Historische accuraatheid was echter niet zijn bekommernis. Zelf gaf hij aan een vorstenspiegel te schrijven. De keizer wordt tot voorbeeld gesteld: hij is godvruchtig en vreedzaam, maar ook slagvaardig, vrijgevig, goedmoedig, enz. Toch is het resultaat eerder een volksboek en meer bepaald een anekdotenbiografie.

## Weerklank
Het boek werd fraai uitgegeven met illustraties van Frederik en Gaspar Bouttats (1675) en van Jacobus Harrewijn (ca. 1708). Het kreeg in 1683 een Franse vertaling. Het populaire succes nam vooral een vlucht toen de rederijkers van Duinkerke in 1688 een episode uit het boek op de planken brachten: De gecroonde leersse van Michiel de Swaen.
Ook het circuit van de almanakken zorgde ervoor dat de verhalen van De Grieck verspreid werden. De Lovenschen Almanach ofte Tydt-verkonder van 1756 bevatte vijf Karel-anekdoten, en de Nieuwen Brugschen Almanak van 1783 drukte ze allemaal af. In de tweede helft van de 19e eeuw toonde het opkomende flamingantisme belangstelling voor de figuur van keizer Karel. Het boek van De Grieck werd in 1846 herdrukt en kreeg tot 1912 nog verschillende spellingsmoderniseringen, onder meer in de reeks volksboeken van Jan Frans Willems en Ferdinand Snellaert. Daarbij werden enkele ontbrekende verhalen toegevoegd. Onder invloed van Prudens van Duyse werden specifieke verhalen opgepikt in gedichten, kluchten, blijspelen en vaudevilles. Ook uit christelijke hoek genoten sommige verhalen belangstelling. De katholieke auteur Michel de Ghelderode bracht in 1922 een verkorte bewerking-vertaling uit.

## Edities (selectie)
- De heerelycke ende vrolycke daeden van keyser Carel den V, Brussel, Aigidius Stryckwant, 1674
- De Heerelycke ende Vrolycke Daeden van Keyser Carel den V, Antwerpen, Theodor Spits, 1675 (illustraties Frederik en Gaspar Bouttats) ― Google Books
- De heerelycke ende vrolycke daeden van keyser Carel den V, Brussel, Joan de Grieck, 1675
- Les actions héroïques et plaisantes de l'empereur Charles V, Keulen, Pierre du Marteau, 1683 ― Google Books
- De heerelycke ende vrolycke daeden van keyser Carel den V, Brussel, Judocus de Grieck, 1689 ― Google Books
- Les actions héroïques et plaisantes de l'empereur Charles V, enrichy de plusieurs figures & augmenté de quelques beaux mots de Philippe second son fils, Brussel, Judocus de Grieck, 1690 ― Google Books
- De heerelycke ende vrolycke daeden van keyser Carel den V Brussel, Ludovicus de Wainne, [1708-1729] (illustraties Jacobus Harrewijn) ― Google Books
- De heerlyke en vrolyke daden van Keizer Karel, Gent, G. en S. Gyselynck, 1846 ― Google Books
- De heerlijke en vrolijke daden van Keizer Karel, eds. J.F. Willems en F.A. Snellaert, Gent, G. en S. Gyselynck, 1883 ― Google Books
- L'histoire comique de Keizer Karel telle que la perpétuèrent jusqu'à nos jours les gens de Brabant et de Flandre, Leuven, 1922 (herdrukt tot 1989)
- De vrolijke daden van Keizer Karel, bewerkt door Albert Van Hageland, Antwerpen, Beckers, 2 dln., 1981